# 야스하라 나리야스
야스하라 나리야스(일본어: 安原 成泰, 1968년 8월 9일 ~ )는 일본의 전 축구 선수이다. 과거 나고야 그램퍼스 에이트, 혼다에서 활동하였다.

## 구단 경력
1991년 일본 사커 리그의 토요타 자동차(나고야 그램퍼스 에이트)에 입단했다. 1995년 리버 플레이트 몬테비데오로 이적했다. 1996년 재팬 풋볼 리그의 혼다 기연로 이적했다. 1999년후 현역 은퇴.